# József Bajza
Dans le nom hongrois Bajza József, le nom de famille précède le prénom, mais cet article utilise l’ordre habituel en français József Bajza, où le prénom précède le nom.
József Bajza ([ˈjoːʒɛf], [ˈbɒjzɒ]), né le 31 janvier 1804 à Szűcsi et décédé le 3 mars 1858 à Pest, est un critique et écrivain hongrois, membre de l'Académie hongroise des sciences.